# Ende der Saison
Ende der Saison ist ein deutscher Fernsehfilm von Stefan Krohmer aus dem Jahr 2001, der im Auftrag für Das Erste produziert wurde.

## Handlung
Die 26-jährige Klarissa erfährt wenig Dankbarkeit von ihrer sterbenskranken Mutter Waltraud, um die sie sich fürsorglich kümmert. Ihre Mutter will, dass sie ihr Leben in die Hand nimmt und nicht nur in Träumen schwelgt. Waltraud lebt mit ihrem Freund Enno gemeinsam im Haus. Er vermittelt häufig bei Streitigkeiten zwischen Mutter und Tochter. Enno ist aber nicht nur an Waltraud interessiert; auch Klarissa findet der 60-jährige attraktiv, sehr zum Missfallen von Klarissas Freund Marius, der seine Avancen sehr kritisch verfolgt. In einem ungestörten Moment will Enno Klarissa näher kommen, doch sie lehnt, obwohl sie selbst Gefallen an ihm findet, aus Respekt gegenüber ihrer Mutter ab. Als Waltraud wenige Tage später ihrer Krankheit erliegt, braucht sie erst einmal Zeit für sich. In dieser Zeit erfährt sie, dass Enno sie nur für andere Interessen ausnützen wollte. Auch mit Marius will sie nichts mehr zu tun haben.

## Hintergrund
Ende der Saison bekam 2002 vier Grimme-Preise mit Gold für das Drehbuch, die Regie und die beiden Hauptdarstellerinnen Anneke Kim Sarnau und Hannelore Elsner. Produziert wurde der Film von der TeamWorx.

## Kritik
Der film-dienst schrieb: „Melodram um eine gestörte Familienbeziehung, die nach Bereinigung aller Störfaktoren in die eigentliche Krise zu schlittern scheint“.